# Verner Ekenvall
Jonas Gunnar Verner Ekenvall, född 28 januari 1911 i Vetlanda, död 18 oktober 1975 i Göteborg, var en svensk språkforskare. Han gifte sig 1939 med  bibliotekarien Asta Hammarberg.
Ekenvall avlade filosofisk ämbetsexamen i Uppsala 1937 och filosofie licentiatexamen där 1939. Han promoverades till filosofie doktor och blev docent i nordisk ortnamnsforskning vid Uppsala universitet 1942. Ekenvall blev lektor vid Sollefteå högre allmänna läroverk 1946, var rektor för Folkskoleseminariet i Linköping 1950–1955, blev lektor vid Hvitfeldtska högre allmänna läroverk i Göteborg 1951, docent i nordiska språk, företrädesvis ortnamnsforskning vid Göteborgs universitet 1956 samt universitetslektor 1966. Bland hans skrifter märks doktorsavhandlingen De svenska ortnamnen på hester (1942) och uppsatser i facktidskrifter och artiklar i dagspress.